# 大草滩站
大草滩站位于甘肃省嘉峪关市市郊，建于1956年，是兰新铁路的一个车站。距离兰州站780公里，距上行车站嘉峪关站10公里，距下行车站黑山湖站12公里。该站隶属兰州铁路局。

## 业务范围
- 客运：办理旅客乘降;
- 货运：不办理行李、包裹托运;不办理货运营业